# Deltocephalus problematicus
Deltocephalus problematicus är en insektsart som beskrevs av Rauno E. Linnavuori 1960. Deltocephalus problematicus ingår i släktet Deltocephalus och familjen dvärgstritar. Inga underarter finns listade i Catalogue of Life.